# Petr Pálka (sbormistr)
Petr Pálka (4. srpna 1971 Náchod – 4. dubna 2006 Athény) byl český sbormistr a pedagog. Jako tenorista a hráč na lesní roh působil ve vokálně-instrumentálním souboru ReBelcanto, se svou manželkou Silvií Pálkovou založil v České Třebové dětský sbor Kajetánek. Od roku 1997 až do své smrti stál v čele libereckého Severáčku, se kterým zaznamenal výrazné úspěchy, jako sbormistr působil i v libereckém smíšeném sboru Ještěd.

## Životopis
Petr Pálka se narodil 4. srpna 1971 Petru Pálkovi a Blance, rozené Vítkové. V rodině amatérských zpěváků a ochotnických herců získával od dětství lásku k hudbě i k jevištnímu umění. Dětství prožil v Jaroměři, kde v hudební škole začal hrál na lesní roh. S tímto nástrojem poté úspěšně složil zkoušky na Konzervatoř Pardubice, kam nastoupil do třídy Otakara Tvrdého. Osudové bylo setkání s profesory pardubické konzervatoře - hudebním skladatelem Miroslavem Raichlem a jeho manželkou Svatavou Šubrtovou, která vyučovala operní zpěv. Pod jejím vedením začal Petr kultivovat svůj lyrický tenor a záhy si operní zpěv přibral jako další obor. Současně se v roce 1988 stal jedním ze zakládajících členů vokálně-instrumentálního souboru pardubické konzervatoře s názvem Konzervička, později ReBelcanto, jehož uměleckým vedoucím a kmenovým autorem byl Miroslav Raichl. S tímto ansámblem, který si nejen u nás, ale i v zahraničí vydobyl značné úspěchy, získal mj. i absolutní vítězství v mezinárodní soutěži v italském Riva del Garda. Na konzervatoři v Pardubicích studoval Petr Pálka také sbormistrovství ve třídě Vlastislava Nováka. Během studií vyučoval hře na lesní roh a sólovému zpěvu na ZUŠ v Jaroměři a v České Třebové.
V roce 1994 založil s manželkou Silvií Pálkovou v České Třebové dětský sbor Kajetánek. Na základě své činnosti získali manželé nabídku vést liberecký dětský sbor Severáček, kterou přijali. V České Třebové také Petr Pálka v roce 1994 obnovil tradici smíšeného sboru Bendl, do kterého společně se sbormistrem Josefem Menšíkem přivedli desítky zpěváků a položili základ další úspěšné existence tohoto tělesa.
Od roku 1997 působil Petr Pálka v Liberci, se Severáčkem účinkoval na desítkách koncertů po celé České republice i v zahraničí (Evropa, Kanada, Japonsko) a navázal na předchozí mimořádné úspěchy sboru četnými prvenstvími z mezinárodních sborových soutěží. Společně se Silvií Pálkovou natočili se Severáčkem tři samostatná CD, účastnili se předních hudebních festivalů, např. Pražského jara, spolupracovali s Divadlem F. X. Šaldy v Liberci. Petr Pálka současně působil jako sbormistr smíšeného sboru Ještěd. Od svého nástupu v roce 1999 se mu podařilo významně rozšířit členskou základnu a navázat na umělecké úspěchy ze zlaté éry tohoto sboru s více než stoletou tradicí. S Ještědem uvedl velká oratorní díla, např. Stabat mater A. Dvořáka, obnovil spolupráci sboru s Divadlem F. X. Šaldy v Liberci a zaznamenal také úspěchy na soutěžních pódiích (např. 2× vítězství v Praze). Se Silvií Pálkovou založil v Liberci sborový festival Malí zpěváčci, působil jako lektor seminářů a zasedal v porotách našich i mezinárodních sborových soutěží (Praha, Liberec, Cantonigros). V roce 2003 získal od Unie českých pěveckých sborů cenu sbormistr – junior, v roce 2006 získal in memoriam Poctu hejtmana Libereckého kraje.
Petr Pálka zemřel náhle 4. dubna 2006 ve věku 34 let v řeckých Athénách po koncertu Severáčku v Megaro Moussikis. Příčinou smrti bylo prasklé mozkové aneurysma s následným masivním krvácením do mozku.

## Úspěchy se Severáčkem

### Ocenění v mezinárodních soutěžích 1998–2005
| 2005 | Halle (Německo)             | Cena G. Erdmanna         |
| 2004 | Rhodos (Řecko)              | 2x 1. cena, Zlatý diplom |
| 2003 | Cantonigros (Španělsko)     | 1. cena                  |
| 2000 | Jersey (Velká Británie)     | 1. cena, absolutní vítěz |
| 1999 | Llangollen (Velká Británie) | 2. cena                  |
| 1998 | Halle (Německo)             | Cena G. Erdmanna         |

### Další úspěchy
- stovky koncertů Severáčku v České republice i v zahraničí (Evropa, Kanada, Japonsko)
- mimořádné koncerty v rámci reprezentace České republiky na světové výstavě EXPO 2005 v Aiči v Japonsku, v řeckém Megaro Moussikis pro nadaci Elpida ad.
- pravidelná spolupráce s Divadlem F. X. Šaldy v Liberci
- účast na předních hudebních festivalech, mj. Pražském jaru
- vydané hudební nosiče: CD Severáček 1958–1998, Vánoce se Severáčkem, Úsměvy Severáčku, Milan Uherek dětem